# 세계 레슬링 선수권 대회
세계 레슬링 선수권 대회(World Wrestling Championships)는 국제 레슬링 연맹(UWW) 주관하는 아마추어 레슬링 선수권 대회이다.
남자 그레코로망형 대회는 1904년, 남자 자유형 대회가 1951년, 그리고 여자 자유형 대회는 1987년부터 열리기 시작했다.

## 같이 보기
- 레슬링 월드컵